# Armor Hero
Armor Hero (chino: 铠甲战士之光影传奇, Kai Jia Zhan Shi), también conocida en Hispanoamérica como Héroe blindado, es una serie de televisión tokusatsu china de acción. El programa se transmitió hasta el 2009.

## Argumento
Xin Nan, Sen Bei, Sha Dong, Xi Zhao, y Zhong Kun son los descendientes del pueblo de fuego, el pueblo del agua  , el pueblo de la madera, el pueblo de metal, y el pueblo de la tierra, respectivamente. Sus cuerpos contienen un gen misterioso. En el marco del uso de los Shi Guang Ying (光影 石), recibirán armaduras mágicas de combate que han pasado desde los tiempos antiguos. Con estas armaduras, que se convertirá en la encarnación de la justicia - Yan largo Xia (炎 龙 侠), el héroe Fire Dragon, Hei Xi Xia (黑 犀 侠), el héroe Rinoceronte Negro, Tian Xia Ying (天鹰 侠), el Héroe del cielo Eagle, Xue Ao Xia (雪 獒 侠), el héroe Mastín nieve, y Xia Di Hu (地 虎 侠), el héroe Tigre  tierra. A medida que estos héroes, lucharán contra el emperador de las tinieblas y sus secuaces. Para interrumpir la felicidad de la comunidad, los malos contaminantes utilizados para crear un monstruo de la contaminación (污染 兽) que destruye el medio ambiente y la paz de la comunidad. A través de su arduo trabajo, los héroes de armadura, finalmente lograr la victoria, sellando 52 piedras mágicas y cinco amuletos mágicos de gran tamaño.

## Personajes
- Xin Nan - Yan Long Xia - Dragón de Fuego
- Bei Sen - Hei Xi Xia - Rinoceronte de Agua
- Dong Sha - Tian Ying Xia - Águila de Madera
- Xi Zhao - Xue Ao Xia - Mastín de Acero
- Kun Zhong - Di Hu Xia - Tigre de Tierra

## Doblaje al español
- Eric - Bernardo Mayorga.
- Sam - Carlos Alberto Gutiérrez.
- Mike - Adrián Munevar.
- John - Javier Rodríguez.
- Liz - Klaudia Kotte.
- Ken - Fabián López.
- Annie - Diana Carolina Súarez.
- Henry - Jorge Castellanos.
- Ma - Óscar Fernando Gómez.
- Tia - Diana Beltrán.
- Ivan - Didier Rojas.
- Jimmy - Jairo Andrés López.
- Alteza - Omar Barrera.
- Dirección: Rafael Ignacio Gómez
- Estudio: Provideo Colombia

## Emisión internacional
- Bolivia: Red ATB Un hito en la historia latinoamericana es que la Red ATB fue la primera en estrenar la serie con doblaje al español.(2010).
- Chile: ETC (2016).
- Ecuador: Teleamazonas (2010).
- India: Spacetoon.
- Indonesia: ANTV.
- Malasia: TV3.
- Perú: América Televisión (2011).
- Tailandia: Channel 9.
- Taiwán: CTS.
- Venezuela: Venevisión.
- Honduras:Telecadena.